# Alexandre Gama (publicitário)
Alexandre Gama (Rio de Janeiro, 1 de junho de 1958) é um empresário brasileiro da indústria criativa. É fundador e CEO da INOVNATION, hub de inovação criado por ele em 2019 e que reúne empresas de áreas distintas, mas todas tendo em comum a inovação como valor principal em suas operações. Gama foi também Fundador, CEO e CCO da NEOGAMA, uma das 10 maiores agências de comunicacão do Brasil.
Gama foi o primeiro brasileiro a estar à frente de uma rede global de agências de comunicação, quando ocupou o cargo de Global Chief Creative Officer (WCCO) da rede inglesa BBH. É também o único brasileiro a ter feito parte do Global Creative Board, um comitê formado por seis líderes criativos da holding mundial Publicis Groupe.
Gama é sócio de diversas empresas de segmentos diferentes da economia como a britânica BAC (Briggs Automotive Company sediada em Liverpool), criadora do MONO, único carro monoposto no mundo, homologado para ruas e estradas.
É também fundador do VIOLAB empresa da área musical que promove e congrega os grandes nomes do violão brasileiro.
Além dessas iniciativas, o hub de inovação INOVNATION criado por ele, traz empresas na área de tecnologia (LEAP), conteúdo (HOTTANK), design (KALEIDOZ), comunicação e branding (AREA.G).

## Carreira
Gama se formou em Publicidade e Propaganda pela Fundação Armando Alvares Penteado (FAAP).
Sua carreira publicitária começou em 1982 na agência Standart Ogilvy, onde atuou como redator.
Em 1990, passou a atuar como redator na agência DM9 onde ficou por 4 anos, período em que foi o redator mais premiado do Brasil. Gama também teve passagem pelas agências AlmapBBDO como sócio e vice-presidente de criação e pela Young & Rubicam como Presidente/CEO e CCO, em 1996.
Alexandre Gama deixou o comando da Young & Rubicam em 1999 para fundar sua própria agência, a Neogama.
Em 2008, foi o único latino-americano a realizar um master class (aula magna - realizada por um profissional graduado na área) no Festival de Cannes realizado na França.
Em 2012, tornou-se membro do Conselho da Associação Brasileira das Agências de Publicidades (ABAP), responsável por defender e divulgar os interesses de agências brasileiras associadas à indústria de comunicação.
No exterior, Gama atuou como Foreman (presidente dos jurados) do Júri Internacional de Filme da associação britânica D&AD em 2004, onde foi o primeiro latino-americano na premiação mundial para profissionais de publicidade. Participou também como jurado do mesmo festival em 2008 e 2013.
Além de sua atuação como publicitário, foi convidado em 2014 à apresentar seus trabalhos no Museu de Arte Brasileira (MAB), com a exposição de arte aplicada “Ideia e Forma – Alexandre Gama”, única exposição do gênero já realizada no Brasil.
Ainda em 2014, Alexandre fundou o VIOLAB, um projeto de música instrumental de violão brasileiro que inclui estúdio de gravação, um selo, um programa de rádio e um canal no Youtube.
No mesmo ano, se tornou sócio da empresa automotiva inglesa Briggs Automotive Company (BAC) situada em Liverpool (UK), uma companhia que fabrica carros esportivos de alto padrão.
Até o ano de 2017, Alexandre Gama ganhou 26 Leões no Festival de Cannes e foi 3 vezes jurado do mesmo Festival, nas categorias Film e Press.
Em, 2016, Gama foi convidado a ser o único publicitário brasileiro no Global Creative Board, comitê da Publicis Groupe formado por 6 líderes líderes mundiais de agências, responsável por analisar estratégias e planejar novas possibilidades de negócios para as empresas da holding.

### Neogama
A Neogama foi fundada em 1999 por Alexandre Gama e foi a agência que mais cresceu no Brasil em seus 3 primeiros anos de existência. Foi também a primeira agência de publicidade no Brasil a ganhar um Leão no Festival de Cannes em seu primeiro ano de vida.
Em 2002, Gama associou a Neogama à BBH, agência de Londres, passando a se chamar Neogama/BBH, onde manteve participação majoritária na sociedade.
No mesmo ano, 2002, a Neogama/BBH foi eleita a Agência do Ano pelo jornal Meio e Mensagem se tornando a mais jovem agência a vencer o Prêmio Caboré até então.
Em 2003, foi a primeira agência brasileira a ganhar dois Leões de Ouro em Cannes em um mesmo ano, nas duas principais categorias do Festival: Press e Filme.
Em 2012, o Publicis Groupe adquiriu a rede BBH e a Neogama.
Em 2016, Alexandre e a Neogama se desligaram da rede BBH e Gama passou a se dedicar integralmente à operação da agência no Brasil, que voltou a se chamar Neogama.

## Prêmios
Em 2006, Alexandre Gama foi eleito por um grupo de 250 profissionais do mercado publicitário nacional, um dos 7 mais importantes profissionais da história da publicidade brasileira. A pesquisa foi coordenada e divulgada pela revista About.
No mesmo ano, em 2006, foi eleito Dirigente de Agência do Ano no 10° Prêmio Contribuição Profissional 2006 da Associação dos Profissionais de Propaganda (APP).
Em 2007, Gama recebeu o Prêmio Caboré de Empresário/Dirigente da Indústria da Comunicação do ano.
Também em 2007, foi eleito pelos profissionais de propaganda como um dos três publicitários de maior destaque do Brasil por sua importância e/ou relevância, em pesquisa do Grupo Consultore, primeira consultoria de marketing da Europa na realização de estudos de qualidade no mercado publicitário.
Alexandre Gama foi eleito um dos dez maiores líderes do mercado de comunicação, pelo jornal Meio & Mensagem, em 2009.
Em 2013, a campanha "Rock Giant” (Gigante Adormecido) criada por Alexandre Gama para a marca de uísque Johnnie Walker ganhou como campanha do ano no prêmio global realizado pela Diageo.
Em 2015, sua agência recebeu um Leão de Ouro no Festival Internacional de Cannes pela campanha criada para o Festival Mix Brasil de Cultura e Diversidade. Em 2017, conquistou 3 Leões.